# جان بيار فاند فيلدي
جان بيار فاند فيلدي هو لاعب كرة قدم ومدرب كرة قدم بلجيكي، ولد في 10 سبتمبر 1955 في بلجيكا. لعب مع رويال أندرلخت ورويال يونيون سان خيلويزي.

## وصلات خارجية
- جان بيار فاند فيلدي على موقع قاعدة بيانات كرة القدم.إي يو (الإنجليزية)